# Julio Crisosto
Julio Alberto Crisosto Zárate (ur. 21 marca 1950 w Iquique) – piłkarz chilijski grający podczas kariery na pozycji napastnik.